# 伊達村望
伊達 村望（だて むらもち）は、江戸時代中期の陸奥仙台藩士。仙台藩一門第六席・岩谷堂伊達家5代当主。

## 生涯
元禄10年（1697年）、一門前沢三沢家初代当主・三沢宗直の次男として生まれる。岩谷堂伊達家4代当主・伊達村隆の養子となる。
宝永7年（1710年）5月、5代藩主・伊達吉村の加冠で元服、偏諱を受け村望と名乗る。
寛保元年（1741年）5月に長男の村香が早世し、8月に次男の村壽を継嗣とする。延享2年（1745年）、村壽が村望の甥の亀田藩5代藩主・岩城隆韶の末期養子となって家督を相続したため、三男の登（村富）を継嗣とする。
宝暦年間、医師で儒学者の河島潤安を招いて賓師の礼を取った。潤安の門下からは、志村五城、東嶼兄弟など、多数の人材を輩出することとなる。
明和2年（1765年）3月4日、死去。享年69。家督は村富が相続した。